# کن برتون (بازیکن فوتبال)
کن برتون (انگلیسی: Ken Burton؛ زادهٔ ۱۱ فوریهٔ ۱۹۵۰) بازیکن فوتبال اهل بریتانیا است.
از باشگاه‌هایی که در آن بازی کرده‌است می‌توان به باشگاه فوتبال شفیلد ونزدی، باشگاه فوتبال چسترفیلد، باشگاه فوتبال پیتربورو یونایتد، و باشگاه فوتبال وورکساپ تاون اشاره کرد.